# Lisa Macheiner

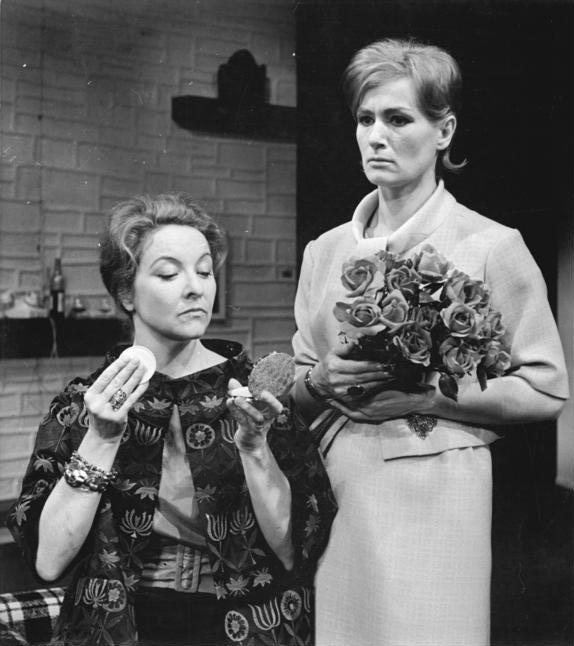
Lisa Macheiner (links) 1960 mit Inge Keller

Lisa Macheiner (* 23. Januar 1914 in Wiener Neustadt; † 2. Dezember 1986 in Ost-Berlin) war eine österreichische Schauspielerin.

## Leben
Lisa Macheiner gab ihr Schauspieldebüt 1931 in Innsbruck, ehe sie über Engagements in Wien und Prag nach München kam, wo sie bis 1956 verblieb. Im Anschluss zog sie in die DDR und arbeitete von 1958 bis 1959 an der Volksbühne, später bis 1986 am Deutschen Theater in Berlin. Als Mitglied des Ensembles feierte Macheiner große Erfolge und avancierte zu einer gefragten Darstellerin.
Abseits ihrer Bühnentätigkeit arbeitete sie seit Mitte der 1930er Jahre auch vor der Kamera, wie beispielsweise in ihrem Debütfilm Hoheit tanzt Walzer, damals noch unter dem Namen Liesl Macheiner. Anschließend konzentrierte sie sich vornehmlich auf ihre Bühnenkarriere und lehnte jahrelang diverse Filmangebote ab. Erst Mitte der 1950er Jahre nahm Lisa Macheiner ihre Filmarbeit wieder auf. Das Fernsehen der DDR besetzte sie mehrfach für Fernsehfilme und -spiele, sie wirkte aber auch in DEFA-Spielfilmen mit, wie in Orpheus in der Unterwelt (1974).
Ihre Tochter ist die Übersetzungswissenschaftlerin Judith Macheiner

## Filmografie (Auswahl)
- 1955: Madame Aurélie (TV)
- 1956: Die Tochter des Brunnenmachers (TV)
- 1960: Hochmut kommt vor dem Knall
- 1960: Die heute über 40 sind
- 1963: Der Kirschgarten (TV)
- 1969: Die Millionärin (TV)
- 1970: Effi Briest (Fernsehfilm)
- 1972: Die lieben Mitmenschen: Um des lieben Friedens willen (TV-Reihe)
- 1973: Zement (Fernsehfilm, 2 Teile)
- 1973: Das unsichtbare Visier: Der römische Weg (TV-Reihe)
- 1974: Orpheus in der Unterwelt
- 1975: Die unheilige Sophia (TV)
- 1976: Leben und Tod Richard III. (Theateraufzeichnung)
- 1976: Ein altes Modell (TV)
- 1985: Franziska (TV)
- 1986: Weihnachtsgeschichten (TV)

## Theater
- 1961: Anton Tschechow: Der Kirschgarten (Gouvernante) – Regie: Wolfgang Heinz (Deutsches Theater Berlin)
- 1961: Pavel Kohout: Die dritte Schwester (Tote Mutter) – Regie: Karl Paryla (Deutsches Theater Berlin – Kammerspiele)
- 1962: Oldřich Daněk: Die Heirat des Heiratschwindlers – Regie: Horst Drinda (Deutsches Theater Berlin – Kammerspiele)
- 1963: Carl Sternheim: Der Snob (Sybille Hull) – Regie: Fritz Bornemann (Deutsches Theater Berlin – Kammerspiele)
- 1965: George Bernard Shaw: Die Millionärin (Titelrolle) – Regie: Hannes Fischer (Deutsches Theater Berlin)
- 1966: Eugène Scribe: Ein Glas Wasser (Lady Churchill) – Regie: Horst Bonnet (Volksbühne Berlin)
- 1968: Martin Sperr: Landshuter Erzählungen – Regie: Erhard Marggraf (Deutsches Theater Berlin)
- 1971: Friedrich Schiller: Der Parasit – Regie:Herwart Grosse (Deutsches Theater Berlin – Kleine Komödie)
- 1972: William Shakespeare: Leben und Tod Richard des Dritten – Regie: Manfred Wekwerth (Deutsches Theater Berlin)
- 1978: Heinz Kahlau/Reiner Bredemeyer: Die Galoschenoper (Mutter) – Regie: Friedo Solter (Deutsches Theater Berlin)
- 1980: Helmut Bez: Jutta oder die Kinder von Damutz (Fräulein Hoyer) – Regie: Friedo Solter (Deutsches Theater Berlin im Plenarsaal der Akademie der Künste)